# Klikvová louka
Klikvová louka je přírodní rezervace v Jizerských horách, severně od obce Bedřichov v okrese Jablonec nad Nisou, mezi vodní nádrží Josefův důl a Bedřichov severně od Bedřichova v sedle na rozvodí Lužické Nisy a Černé Nisy.
Chráněné území spravuje Agentura ochrany přírody a krajiny ČR – RP Liberecko. Předmětem ochrany je část rozsáhlého vrchoviště s fragmentem podmáčené smrčiny a pestrými rostlinnými společenstvy horských podmáčených stanovišť, jako jsou například porosty borovice kleče (kosodřeviny), či komplex rašelinných luk, na nichž hojně roste klikva bahenní (Oxycoccus palustris). Klikvová louka představuje prameniště říčky Bílá Nisa. Rezervace leží leží v nadmořské výšce 768–783 metrů a její rozloha je 13,23 hektaru.

## Historie
Na začátku 20. století se v místech chráněného území těžila rašelina. Vytěžená plocha byla v roce 1908 upravena na vodní nádrž a voda z ní sloužila k pohonu strojů v bedřichovské brusírně skla. Přírodní rezervace byla vyhlášena 10. července 1992.

## Flora a fauna
Vyskytují se zde rostlinná a živočišná společenstva, charakteristická pro rašeliniště a podmáčené smrčiny. Z flory se v chráněném území vyskytuje například rosnatka okrouhlolistá. Z živočichů v něm žijí reliktní pavouci, například slíďák lesní (Alopecosa taeniata), slíďák rašelinný (Pardosa sphagnicola) či slíďák rašeliništní (Pirata uliginosus). Chráněné území není pro veřejnost zpřístupněno.